# 拉尚布尔
拉尚布尔（法語：Lachambre，法語發音：[laʃɑ̃bʁ]；洛林法兰克语：Kammeren）是法国摩泽尔省的一个市镇，属于福尔巴克-布莱摩泽尔区。

## 地理
拉尚布尔（49°4'53"N, 6°44'41"E）面积7.86 平方千米，位于法国大東部大區摩泽尔省，该省份为法国东北部内陆省份，是洛林的一部分，西南接默尔特-摩泽尔省，东临下莱茵省，北与卢森堡和德国接壤。
与拉尚布尔接壤的市镇（或旧市镇、城区）包括：阿尔特维莱尔、比丹、马什伦、瓦勒埃贝尔桑、瓦尔蒙。

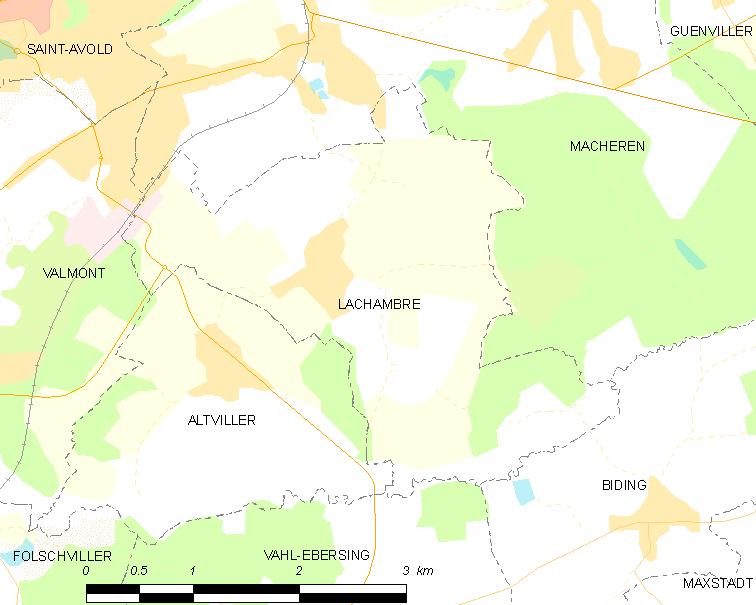
拉尚布尔的OSM定位图

拉尚布尔的时区为UTC+01:00、UTC+02:00（夏令时）。

## 行政
拉尚布尔的邮政编码为57730，INSEE市镇编码为57373。

## 政治
拉尚布尔所属的省级选区为圣阿沃尔德县。

## 人口

1962-2008年间拉尚布尔人口变化图示

拉尚布尔于2022年1月1日时的人口数量为913人。